# Ludwik II de Male
Ludwik II de Male (ur. 25 października 1330 w Male, zm. 30 stycznia 1384 w Lille) – hrabia Flandrii, Nevers, Rethel i Artois, hrabia-palatyn Burgundii, jedyny syn Ludwika I de Nevers i Małgorzaty, córki króla Francji Filipa V Długiego.
Jego ojciec zginął w 1346 r. w bitwie pod Crécy (Ludwik również uczestniczył w tej bitwie, towarzyszył potem królowi Filipowi VI w drodze do Amiens). Ludwik został wówczas hrabią Flandrii (jako Ludwik II) oraz hrabią Rethel i Nevers (jako Ludwik III). 1 lipca 1347 r. w Saint-Quentin, poślubił Małgorzatę (9 lutego 1323 – 1368), córkę Jana III, księcia Brabancji, i Marii d'Évreux, córki Ludwika d'Évreux. Ludwik i Małgorzata mieli razem dwóch synów i córkę:
- Piotr (zm. 3 marca 1376)
- Karol (zm. przed swoim ojcem)
- Małgorzata III (13 kwietnia 1350 – 16 marca 1405), hrabina Flandrii, Artois, Nevers, Rethel i Burgundii

Ludwik miał również wiele dzieci ze związków pozamałżeńskich. Trzech jego nieślubnych synów zginęło 25 września 1396 r. w bitwie pod Nikopolis.
Po objęciu władzy Ludwik musiał stawić czoło rebelii mieszczan Gandawy w latach 1347–1349. W tym czasie na kraj spadła też epidemia "czarnej śmierci". W 1355 r. zmarł teść hrabiego i Ludwik przyjął tytuł księcia Brabancji. Nie udało mu się jednak zdobyć kontroli nad księstwem, które pozostało w rękach jego szwagierki, Joanny. Ludwikowi udało się jednak przyłączyć do Flandrii Antwerpię i Malines.
Ostatnie lata rządów Ludwika upłynęły pod znakiem walk wewnętrznych we Flandrii. W 1379 r. wybuchło powstanie mieszczan Gandawy, które zostało stłumione dzięki pomocy zięcia Ludwika, Filipa Burgundzkiego. W 1382 r. wybuchła jednak kolejna rewolta pod wodzą Filipa van Artevelde. 3 maja Ludwik został pokonany w bitwie pod Beverhoutsveld. Klęska hrabiego wywołała rebelię w kolejnych flamandzkich miastach. Tylko Dendermonde i Oudenaarde pozostały wierne Ludwikowi. Hrabia musiał uciekać do Francji.
Skorzystał tam ze swoich wpływów na dworze (jego zięć Filip był regentem Francji w imieniu nieletniego Karola VI) i wyjednał francuską pomoc zbrojną. 27 listopada 1382 r. buntownicy zostali pokonani pod West-Roosebeke, a van Artevelde zginął na polu bitwy. Ludwik walczył ze zbuntowanymi mieszczanami Gandawy (wspieranymi przez Anglików) do swojej śmierci w 1384 r. Rebelia wygasła rok później.
W 1382 r., po śmierci swojej matki, Ludwik odziedziczył hrabstwa Burgundii i Artois. Nie pozostawił po sobie legalnych synów. Jego dziedziczką została jego córka, Małgorzata.